# NGC 3517
NGC 3517 (również PGC 33532 lub UGC 6144) – galaktyka spiralna (Sb), znajdująca się w gwiazdozbiorze Wielkiej Niedźwiedzicy. Odkrył ją William Herschel 8 kwietnia 1793 roku. Jest to galaktyka z aktywnym jądrem typu LINER. Tworzy parę z sąsiednią, mniejszą galaktyką PGC 33526, charakteryzującą się podobnym przesunięciem ku czerwieni.